# Rudolf August Oetker
Rudolf August Oetker (ur. 20 września 1916 w Bielefeld, zm. 16 stycznia 2007 w Hamburgu) – niemiecki przedsiębiorca, twórca potęgi i wieloletni prezes koncernu spożywczego Dr. Oetker, wnuk aptekarza Augusta Oetkera, twórcy firmy. Mecenas sztuki, w 1999 r., założył fundację Rudolf-August-Oetker-Stiftung, wspierającą działalność artystyczną i naukową.
W dwudziestoleciu międzywojennym, podjął studia w zakresie bankowości w Hamburgu, których nie ukończył z powodu wybuchu II wojny światowej, w czasie której służył w oddziałach Waffen-SS.
Koncern przejął po ojczymie,  w 1944 r., pełniąc funkcję prezesa do 1981 r., kiedy to przekazał koncern w ręce syna – Augusta. Do śmierci pełnił w firmie funkcję doradczą.
W 1978 przejął hotel Le Bristol Paris.
Zmarł w klinice w Hamburgu na zapalenie płuc.
Dzięki Rudolfowi Oetkerowi, koncern Dr. Oetker, stał się znaną, rozpoznawalną na całym świecie marką spożywczą, a obroty firmy sięgają 7 miliardów euro. Koncern jest właścicielem browarów, domu bankowego, firmy ubezpieczeniowej, fabryki chemicznej, luksusowych hoteli oraz przedsiębiorstwa handlu winami i wódkami, posiada również pokaźną flotę handlową. W firmie zatrudnionych jest na całym świecie około 23 tys. pracowników.